# Turbojunkie
Turbojunkie, também referida como Turbo Junkie ou Turbo Junk I.E., era uma banda portuguesa.

## Percurso
Banda de Vila do Conde formada pelos irmãos Simão Praça, Paulo e Domingos Praça. Tinham feito parte dos Ulisses Cobarde e os Heróis.
Em 1995 lançam o álbum Junkie For Sale. Dois anos, EM 1997, depois é editado Used onde contaram com a participação da cantora Viviane, dos Entre Aspas, numa versão de "Bonnie & Clyde" de Serge Gainsbourg.
A caixa "Three, Two, One", lançada em 1998, inclui os dois primeiros discos da banda e Junkie Radio Sessions, registo gravado ao vivo na Antena 3 com três temas originais ("Nameless", "Free as a Fucking Bird" e "Eye Believe"), as versões de "Tomorrow Never Knows" dos Beatles e de "She´s So Fine" de Jimi Hendrix e uma faixa multimédia com o teledisco de "Switch On" (menção honrosa no II Ovarvideo).
Em 1999 é editado o álbum Turbojunkie. Os maiores sucessos deste disco foram "Happy" e "Sun In My Face".

## Discografia

### Álbuns de estúdio
- Junkie For Sale (1995) (CD, Numérica)[1]
- Used (1997) (CD, Numérica)[2]
- Turbojunkie (1999) (CD, Big Thing)[3]

### Álbuns ao vivo
- Junkie Radio Sessions (1998) (CD, Numérica)[4]

### Participações

#### Compilações
- 1992 - Distorção Caleidoscópica, com o tema "Para-Exciter Dreams".
- 1995 - Ritual Rock 1, com o tema "You Can't Always Get What You Want".
- 1995 - Ao Vivo no Johnny Guitar em 1994, com o tema "Last Of The Lonesome Cowboy".
- 1995 - República das Bananas, com o tema "Sweet Jane".[5]
- 1998 - Ao Vivo na Antena 3, com os temas "Switch On " e "Bonnie & Clyde".[6]
- 1999 - On, com o tema "Happy".[7]

#### Vídeos
- 1997 - Ritual Video Clips '97, com o teledisco tema "Switch On".
- 2000 - Promúsica, com o teledisco tema "Happy".[8]